# Montagnula perforans
Montagnula perforans är en svampart som först beskrevs av Roberge ex Desm., och fick sitt nu gällande namn av Aptroot 2006. Montagnula perforans ingår i släktet Montagnula och familjen Montagnulaceae.   Inga underarter finns listade i Catalogue of Life.